# 7’eren
7'eren war ein privater dänischer Fernsehsender, der am 1. Januar 2012 als Programmblock auf The Voice TV und später als Nachfolger von The Voice TV vom 1. Januar 2013 ausgestrahlt wurde. Neben 7’eren betreibt der Eigentümer, Warner Bros. Discovery, in Dänemark noch die Sender Kanal 4, Kanal 5, 6’eren und Canal 9.
Das Programmangebot des Senders war auf Comedy, Shows und Serien ausgerichtet. Die Zielgruppe waren Zuschauer im Alter von 15 bis 25 Jahren.
Der Sender stellte seinen Betrieb im Oktober 2014 ein.

## Sendungen
- Danmarks Næste Topmodel
- Robot Chicken
- Gamers One Take
- Video På Prøve
- Gossip Girl
- Big Brother